# Ordine dell'Amicizia tra i popoli (Afghanistan)
L'Ordine dell'Amicizia tra i popoli è stato una decorazione della Repubblica Democratica dell'Afghanistan.

## Storia
L'ordine è stato fondato il 24 dicembre 1980.

## Assegnazione
L'ordine veniva assegnato ai cittadini:
- per l'eccellente lavoro svolto nella promozione e nel rafforzamento della fraterna amicizia di tutti i popoli e nazioni con Afghanistan;
- per i successi negli sforzi per la crescita e il rafforzamento dell'economia nazionale della Repubblica nel servizio eccellente allo Stato e alla costruzione della nazione;
- per il contributo allo sviluppo politico, di arricchimento reciproco e di scambio culturale tra le tribù e popoli dell'Afghanistan, per la partecipazione attiva alla formazione dei cittadini in uno spirito di amicizia e di internazionalismo proletario e dei devozione verso il paese;
- per meriti nel rafforzamento del potere di difesa della Repubblica;
- per i contributi al rafforzamento dell'amicizia tra i popoli.

## Insegne
- L'insegna era una stella a cinque punte d'argento. Tra le punte vi erano delle stelle dorate convesse. Al centro vi era l'immagine del mondo, con le aree terrestri dorate, e il mare ricoperto di smalto blu. Sopra il mondo vi era una stella. Il globo e le stelle erano circondati da un nastro smaltato di bianco. Nella parte superiore del nastro vi era la scritta "Repubblica Democratica dell'Afghanistan" e sotto "Amicizia tra i popoli". Sul rovescio vi era il numero di serie anche se si conoscono casi in cui tale cifra non era presente.
- Il nastro era completamente rosso.